# Brøndbystadion
Het Brøndbystadion is een voetbalstadion in het Deense Brøndby. Het is de thuisbasis van de Deense topclub Brøndby IF.

## Geschiedenis
Het stadion is gebouwd in 1965. In eerste instantie was het niet meer dan een grasveld met een atletiekbaan rondom. Pas in 1978 werd er een tribune gebouwd, met een capaciteit van 1.200 zitplaatsen. Toen Brøndby IF in 1982 naar de hoogste divisie promoveerde, werd er een betonnen tribune aan de overkant gebouwd, met een capaciteit van 5.000 plaatsen. Tussen 1989 en 1990 werd de atletiekbaan verwijderd, en de bestaande tribunes uitgebreid met 2.000 plaatsen, hetgeen de capaciteit op een totaal van 10.000 bracht.
In 1990 werd het stadion tijdelijk, met behulp van stellages, uitgebreid tot 18.000 plaatsen, ten behoeve van de halve finale van de UEFA Cup. Blijkbaar beviel deze uitbreiding, want in 1992 werd het stadion nogmaals verbouwd, om tot een capaciteit van 22.000 zitplaatsen te komen.
Brøndby IF kocht het stadion van de gemeente Brøndby in 1998, voor 23,5 miljoen kronen. De club besteedde nogmaals het dubbele daarvan om het stadion te moderniseren. Toen de club zich kwalificeerde voor de Champions League 1998-1999 was het stadion nog steeds in aanbouw, dus werden de wedstrijden verplaatst naar het nabijgelegen Parken, in Kopenhagen.
Na een verbouwing in 2000 werd het stadion uitgebreid tot de huidige capaciteit van 29.000 toeschouwers. Tijdens Europese wedstrijden, als er alleen zitplaatsen mogen zijn, wordt deze capaciteit teruggebracht tot 26.000. Het vernieuwde stadion werd geopend op 22 oktober 2000. 28.416 man zag de club met 4-2 winnen van Akademisk Boldklub. Sindsdien heeft het stadion nog enkele kleinere infrastructurele en technische verbeteringen ondergaan. Het gemiddelde aantal toeschouwers in de Superliga ligt rond de 16.500, met een record van 31.508 toeschouwers tijdens een wedstrijd tegen de rivaal FC København op 18 juni 2003.

## Trivia
- Onder fans wordt het stadion vaak aangeduid als Vilfort Park, naar clublegende Kim Vilfort.